# Řetenice (stacja kolejowa)
Řetenice – stacja kolejowa w Cieplice, w kraju usteckim, w Czechach. Znajduje się na wysokości 235 m n.p.m.
Jest zarządzana przez Správę železnic. Na stacji nie ma możliwości zakupu biletów, a obsługa podróżnych odbywa się w pociągu.

## Linie kolejowe
- 097 Lovosice - Teplice v Čechách
- 130 Ústí nad Labem - Chomutov
- 134 Teplice v Čechách - Litvínov